# NN-226
La carretera NN-226 es una vía departamental secundaria ubicada en el departamento de Managua. Conecta las comunidades rurales de El Quino y El Balgüe en Ciudad Sandino con la NIC-12 a la altura de Managua, sirviendo como un acceso clave entre zonas urbanas y agrícolas. La vía fue terminada en 2012 como parte de los esfuerzos de expansión vial del MTI.

## Trazado y cruces
La siguiente tabla muestra el recorrido de la carretera NN-226 y sus principales puntos de conexión:
| km    | Localidad | Departamento | Conexión / Ruta |
| ----- | --------- | ------------ | --------------- |
| 0.0   | El Quino  | Managua      |                 |
| 5.8   | El Balgüe | Managua      | NN 230          |
| 11.47 | Managua   | Managua      | NIC 12          |

## Coordenadas
Uno de los tramos de la NN-226 puede ser encontrado en las coordenadas: 12°09′50″N 86°23′41″O / 12.1640, -86.3948